# Auf, Christen, singt festliche Lieder

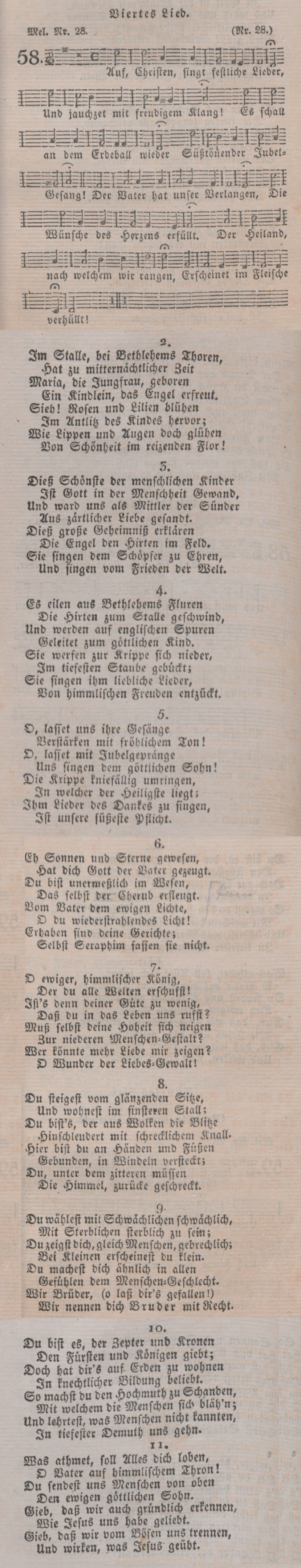
Auf, Christen, singt festliche Lieder im Fuldaer Diözesangesangbuch, 22. Auflage 1834Melodie

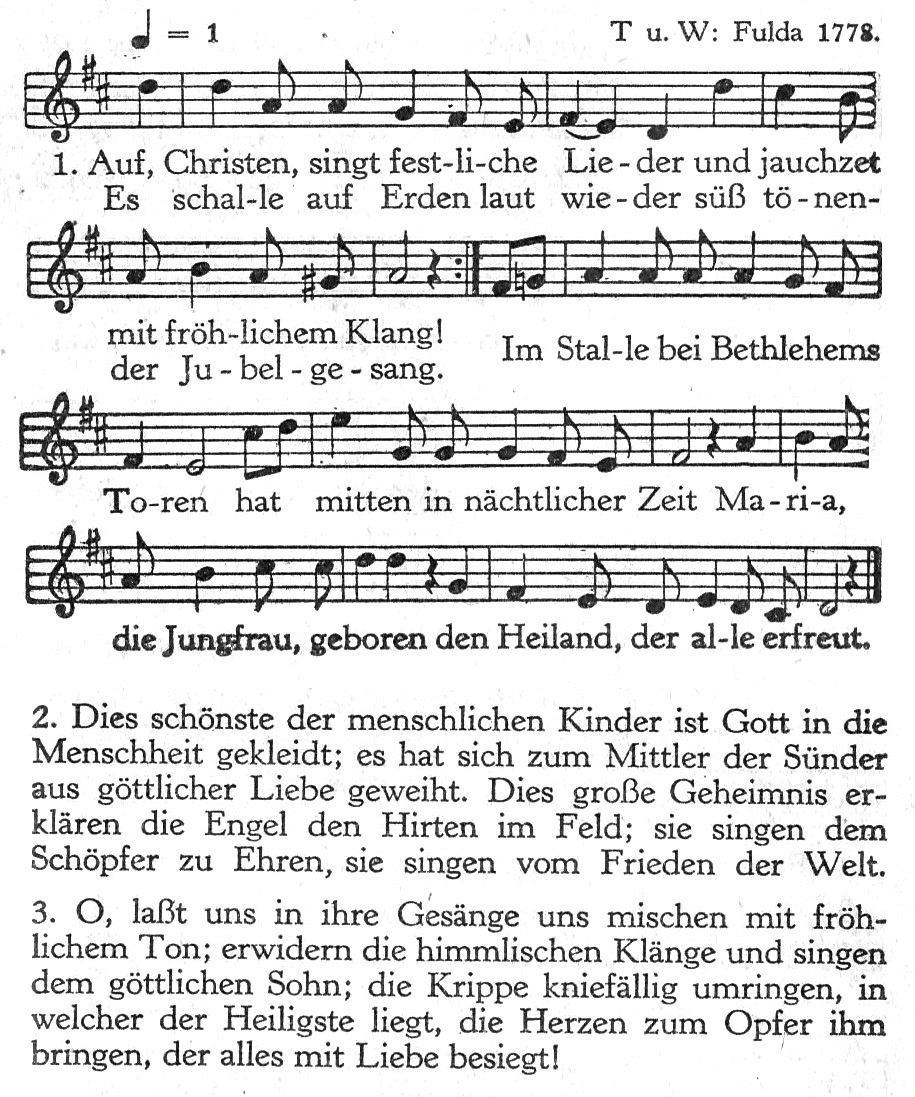
Auf, Christen im Paderborner Diözesangebet- und -gesangbuch Sursum Corda, 1948Datei:Auf, Christen, singt festliche Lieder (GL Essen).mid

Auf, Christen, singt festliche Lieder ist ein katholisches Weihnachtslied. Es steht in unterschiedlichen Text- und Melodiefassungen in zwölf diözesanen Eigenteilen des Gotteslob.

## Entstehung und Rezeption
Das Lied erschien erstmals 1778 in Fulda in dem von Augustinus Erthel OSB gänzlich neu geschaffenen Diözesangesangbuch Der nach dem Sinne der katholischen Kirche singende Christ. Das Buch war vom Geist der katholischen Aufklärung geprägt und wollte Lieder mit verständlichem Text in zeitgemäßer Sprache sowie Melodien im Volkston der Zeit bieten. Die meisten Texte und ein Großteil der Melodien stammten von Erthel selbst.
Bald wurde das Lied auch in anderen Diözesen gesungen und dabei textlich und melodisch vielfach verändert. Die bis heute verbreitetste dreistrophige Fassung erschien erstmals in dem von Joseph von Hommer, später Bischof von Trier, herausgegebenen Gesangbuch Der heilige Gesang (Ehrenbreitstein 1823).

## Form und Inhalt
Die Urfassung hat elf achtzeilige, auftaktig-daktylische Strophen. Davon sind die ersten fünf eine Aufforderung an die Christen, in festlichem Jubel das Wunder der Weihnacht zu preisen, das „schönste der menschlichen Kinder“, das „Gott in der Menschheit Gewand“ und „Mittler der Sünder“ ist, geboren von Maria, der Jungfrau, besungen von den Engeln und kniefällig verehrt von den Hirten. Die folgenden fünf Strophen sind als Lobgebet an Jesus Christus selbst gerichtet und entfalten den Glauben der Kirche an ihn mit Wendungen aus dem Großen Glaubensbekenntnis und dem Philipperhymnus: seine Herrlichkeit aus dem Vater vor aller Zeit und seine Erniedrigung zum Kind in Windeln, zum Bruder der verlorenen Menschen. Die letzte Strophe wendet sich dankend an den Vater und schließt mit der Bitte: „Gib, dass wir vom Bösen uns trennen und wirken, was Jesus geübt“.
Die dreistrophige Fassung umfasst nur Teile der ersten fünf Originalstrophen in sprachlich überarbeiteter Form: Strophe 1, Zeilen 1–4; Strophe 2, Zeilen 1–4; Strophe 3 und Strophe 5.

## Melodie
Die Melodie hat freudigen, durch den Daktylus fast tänzerischen Charakter. Sie ist im Original vollkommen syllabisch und wurde erst in späteren Bearbeitungen mit mehr oder weniger zahlreichen Melismen ausgeschmückt. Besonders charakteristisch sind der Dreiklangsabstieg über die ganze Oktave in der Anfangszeile und der Spitzenton (Sekunde über der Tonika) in Zeile 6, dem ein Sext-Intervall nach unten folgt.
Die Audiowiedergabe wird in deinem Browser nicht unterstützt. Du kannst die Audiodatei herunterladen.